# Кудінілам
Кудінілам (там. குடிநிலம்) — село біля міста Тірукковіл, округ Ампара, Шрі-Ланка. Воно розташоване уздовж східного узбережжя острова. За 2,9 км від Тіруковіла та за 35.6 км на північ від Поттувіла. Він знаходився під містом Тірукковіл.

## Галерея

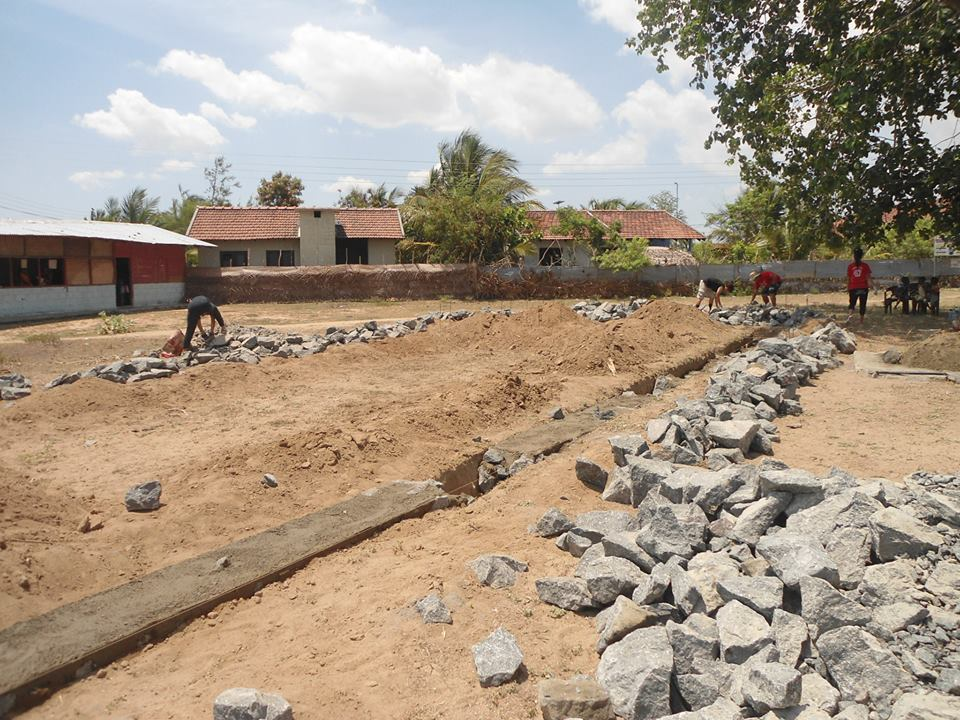
Будівництво нової школи
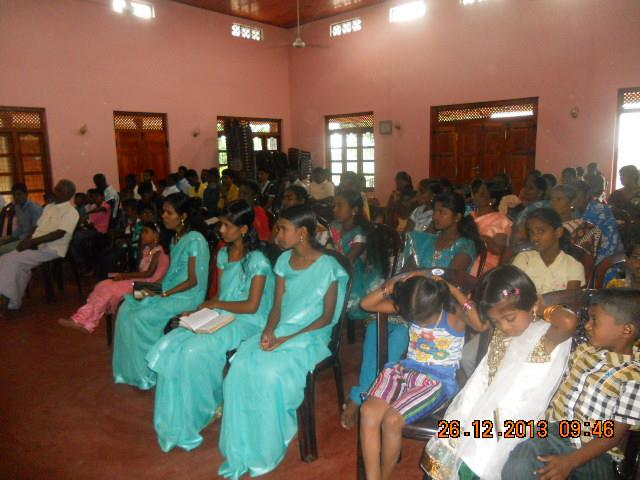
Кудінілам
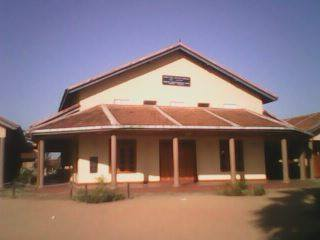
Сільська Рада Кудінілама